# 細棘鈍頭鮠
細棘鈍頭鮠（拉丁語：Amblyceps tenuispinis），為輻鰭魚綱鯰形目鈍頭鮠科的其中一種，為亞熱帶淡水魚類，分布於亞洲印度淡水流域，體長可達6.6公分，棲息在底層水域，生活習性不明。

## 扩展阅读
維基物種上的相關：細棘鈍頭鮠